# 1937.
◄ | 19. stoljeće | 20. stoljeće | 21. stoljeće | ►
◄ | 1900-ih | 1910-ih | 1920-ih | 1930-ih | 1940-ih | 1950-ih | 1960-ih | ►
◄◄ | ◄ | 1934. | 1935. | 1936. | 1937. | 1938. | 1939. | 1940. | ► | ►►
Arhitektura • Astronomija • Biologija • Film • Fotografija • Glazba • Kazalište • Kemija • Kiparstvo • Knjige • Književnost • Kršćanstvo • Meteorologija • Medicina • Planinarstvo • Politika • Pravo • Promet • Slikarstvo • Strip • Šport • Televizija • Znanost • Zrakoplovstvo • Željeznički promet

## Događaji
- 23. siječnja – Odlukom Kraljevske banske uprave Dunavske Banovine u Novom Sadu odobren je rad i pravila Hrvatske kulturne zajednice u Subotici.
- 5. listopada – Američki predsjednik Franklin D. Roosevelt objavio je kako će SAD napustiti izolacionističku politiku kako bi se suprotstavile ekspanziji "agresivnih" država.

## Rođenja

### Siječanj – ožujak
- 1. siječnja – Vlatko Marković, hrvatski nogometaš i nogometni izbornik († 2013.)
- 7. siječnja – Carlos Westendorp, španjolski političar i diplomat
- 21. siječnja – Elvira Petrozzi, talijanska redovnica († 2023.)
- 23. siječnja – Marko Turina, hrvatski kardiokirurg
- 30. siječnja – Vanessa Redgrave, britanska glumica
- 22. veljače – Dubravko Detoni, hrvatski glazbenik, skladatelj i tekstopisac
- 26. veljače – Zvonko Špišić, hrvatski skladatelj i tekstopisac († 2017.)
- 6. ožujka – Valentina Tereškova, ruska astronautica
- 11. ožujka – Jovan Divjak, bosanski general i pisac († 2021.)
- 13. ožujka – Ružica Ćavar, hrvatska liječnica i katolička aktivistica († 2022.)
- 16. ožujka – Vlado Kovačić, hrvatski glumac († 2007.)
- 30. ožujka – Warren Beatty, američki glumac, scenarist, redatelj i producent

### Travanj – lipanj
- 5. travnja – Colin Powell, američki političar († 2021.)
- 17. travnja – Stanko Bajsić, jugoslavenski političar
- 22. travnja – Jack Nicholson, američki filmski glumac i redatelj
- 27. travnja – Sandy Dennis, američka glumica († 1992.)
- 24. svibnja – Zdravko Tomac, hrvatski političar i pisac († 2020.)
- 1. lipnja – Morgan Freeman, američki glumac i redatelj
- 1. lipnja – Colleen McCullough, australska spisateljica († 2015.)
- 12. lipnja – Vladimir Arnold,  ruski matematičar († 2010.)

### Srpanj – rujan
- 2. srpnja – Richard Petty, američki vozač utrka
- 23. srpnja – Zoran Pleše, hrvatski akademski slikar, grafičar, ilustrator i restaurator
- 16. srpnja – Andrija Anković, hrvatski nogometaš († 1980.)
- 8. kolovoza – Dustin Hoffman, američki glumac
- 21. kolovoza – Luka Bebić, hrvatski političar
- 16. rujna – Alexander Medved, bjeloruski hrvač († 2024.)
- 25. rujna – Dragutin Drk, hrvatski poduzetnik († 2021.)

### Listopad – prosinac
- 29. listopada – Vid Stipetić, hrvatski admiral († 2011.)
- 8. studenoga – Milan Linzer, hrvatski političar i športski dužnosnik iz Austrije († 2019.)
- 21. studenog – Marija Čudina, hrvatska pjesnikinja († 1986.)
- 28. studenog – Drago Diklić, hrvatska jazz glazbenik i kantautor
- 8. prosinca – Ivo Friščić, hrvatski slikar i likovni umjetnik († 1993.)
- 8. prosinca – James MacArthur, američki glumac († 2010.)
- 9. prosinca – Petar Anđelović, bosanski franjevac († 2009.)
- 20. prosinca – Željko Brkanović, hrvatski skladatelj, dirigent, pijanist i glazbeni pedagog († 2018.)
- 21. prosinca – Jane Fonda, američka glumica
- 29. prosinca – Maumoon Abdul Gayoom, maldivski političar i predsjednik
- 31. prosinca – Anthony Hopkins, velško-američki glumac

### Nepoznati datumi rođenja
- Vlado Andrilović, hrvatski književnik
- Marko Dekić, hrvatski književnik iz Mađarske
- Edita Karađole, hrvatska glumica

## Smrti

### Siječanj – ožujak
- 23. siječnja – Marija Jambrišak, hrvatska prosvjetna djelatnica i književnica (*1847.)

### Travanj – lipanj
- 26. travnja – Alojz Knafelc, slovenski kartograf i planinar (* 1859.)
- 28. svibnja – Alfred Adler, austrijski psiholog (* 1870.)
- 7. lipnja – Jean Harlow, američka filmska glumica (* 1911.)
- 19. lipnja – J. M. Barrie, škotski književnik (* 1860.)
- 28. lipnja – Max Adler, austrijski filozof (* 1873.)

### Srpanj – rujan
- 2. srpnja – Amelia Earhart, američka letačica (* 1898.)
- 3. srpnja – Antonietta Meo, talijanska službenica Božja (* 1930.)
- 11. srpnja – George Gershwin, američki skladatelj (* 1898.)
- 20. srpnja – Guglielmo Marconi, talijanski inženjer i fizičar (* 1874.)
- 2. rujna – Pierre de Coubertin, francuski športski djelatnik, "otac" modernih Olimpijskih igara (* 1863.)
- 14. rujna – Tomáš Masaryk, češki političar (* 1850.
- 26. rujna – Bessie Smith, američka jazz pjevačica (* 1894.)
- 27. rujna – Marija Ružička-Strozzi, hrvatska operna pjevačica (* 1850.)

### Listopad – prosinac
- 19. listopada – Ernest Rutherford, britanski fizičar (* 1871.)
- 3. studenog – Mykola Zerov, ukrajinski pjesnik (* 1890.)
- 20. studenog – Ivo Badalić, hrvatski glumac i redatelj (* 1890.)
- 7. prosinca – Antun Bauer, teološki i filozofski pisac, zagrebački nadbiskup (* 1856.)
- 9. prosinca – Gustaf Dalén, švedski inženjer i nobelovac (* 1869.)
- 28. prosinca – Maurice Ravel, francuski skladatelj (* 1875.)

## Nobelova nagrada za 1937. godinu
- Fizika: Clinton Davisson i George Paget Thomson
- Kemija: Walter Norman Haworth i Paul Karrer
- Fiziologija i medicina: Albert von Szent-Györgyi Nagyrapolt
- Književnost: Roger Martin du Gard
- Mir: Robert Cecil

## Vanjske poveznice
|  | Zajednički poslužitelj ima još gradiva o temi 1937. |